# Gianluca Rocchi
Gianluca Rocchi (ur. 25 sierpnia 1973 we Florencji) – włoski sędzia piłkarski we włoskiej Serie A oraz były międzynarodowy sędzia piłkarski FIFA w latach 2008–2019, a od 2010 posiadał licencję UEFA Elite. Jeden z 35 arbitrów wyznaczonych przez FIFA do prowadzenia meczów podczas MŚ 2018 w Rosji.
W sezonie 2003/2004 debiutował w Serie A w meczu ostatniej kolejki pomiędzy US Lecce i Regginą. 15 maja 2006 roku znalazł się na opublikowanej przez La Gazzetta dello Sports liście osób mogących być zamieszanych w aferę Calciopoli. Podejrzenia miał wzbudzić prowadzony przez niego, 20 lutego 2005 roku, mecz Chievo Verona – S.S. Lazio, w którym tuż po zdobytej bramce przez rzymian w ciągu siedmiu minut dwóch zawodników gospodarzy (Matteo Brighi oraz Roberto Baronio) ujrzało czerwone kartki. W końcówce spotkania boisko opuścił także zawodnik gości Fernando Couto, jednak wynik nie uległ zmianie i dzięki zwycięstwu Lazio wydostało się ze strefy spadkowej. Ostatecznie został jednak oczyszczony przez włoską federację z zarzutów i mógł kontynuować karierę bez przeszkód.
1 stycznia 2008 roku został mianowany sędzią międzynarodowym. Na poziomie międzynarodowym zadebiutował w pierwszej rundzie kwalifikacyjnej Pucharu UEFA pomiędzy APOELem FC a FK Pelister. 1 kwietnia 2009 roku poprowadził po raz pierwszy mecz drużyn narodowych pomiędzy Szwajcarią a Mołdawią. Był to mecz w ramach eliminacji do Mistrzostw Świata 2010. 12 maja 2010 roku znalazł się, jako sędzia techniczny, w zespole Nicoli Rizzoliego wyznaczonej do prowadzenia finału Ligi Europy pomiędzy Atletico Madryt i Fulham F.C.
W marcu 2012 roku został powołany na turniej Euro 2012 w zespole Rizzoliego, w roli sędziego bramkowego. W tym samym roku już w roli sędziego głównego pojechał na Igrzyska Olimpijskie w Londynie. Na turnieju został wyznaczony między innymi do prowadzenia spotkania półfinałowego pomiędzy Meksykiem i Japonią.
19 października 2012 roku powróciła sprawa ustawiania meczów po tym jak prokurator generalny Vitaliano Esposito, złożył apelacje od decyzji sądu pierwszej instancji w której uniewinniono między innymi Rocchiego. Dla będącego wówczas jedynym czynnym sędzią zażądał roku i czterech miesięcy pozbawienia wolności. 5 grudnia 2012 roku po raz kolejny został uniewinniony.
12 maja 2013 roku został pierwszym sędzią we Włoszech, który przerwał mecz ze względu na rasistowskie okrzyki w kierunku zawodnika. Miało to miejsce w meczu A.C. Milan – AS Roma, a obiektem ataku był Mario Balotelli. Po dwóch minutach przerwy mecz wznowiono. Niecały tydzień później Rocchi jako sędzia techniczny poprowadził mecz finałowy Ligi Mistrzów UEFA pomiędzy Bayernem Monachium a Borussią Dortmund.
W październiku 2013 roku, FIFA powołała go na turniej Mistrzostw Świata U-17. Był arbitrem półfinałowego spotkania pomiędzy Argentyną i Nigerią.
24 marca 2015 roku został ostatecznie uniewinniony w sprawie Calciopoli. W maju 2016 roku po raz pierwszy w karierze został wyznaczony jako arbiter główny finałowego starcia rozgrywek o Puchar Włoch, w którym Juventus pokonał po dogrywce AC Milan 1:0. Rok później, po raz drugi w karierze był sędzią technicznym (tym razem w zespole Damira Skominy) w meczu finałowym Ligi Europy. 8 sierpnia 2017 roku był rozjemcą w spotkaniu o Superpuchar Europy 2017 pomiędzy Realem Madryt a Manchesterem United.
Pomiędzy tymi dwoma spotkaniami, Rocchi pojechał również na turniej o Puchar Konfederacji w Rosji, gdzie poprowadził dwa spotkania fazy grupowej. Rok później został wyznaczony jako jeden z sędziów głównych Mistrzostw Świata.
W sezonie 2018/2019 otrzymał możliwość poprowadzenia finału Ligi Europy w roli arbitra głównego.
W grudniu 2019 roku włoska federacja wycofała Rocchiego z listy sędziów międzynarodowych. Ostatnim poprowadzonym przez niego spotkaniem był mecz fazy grupowej Ligi Mistrzów pomiędzy Bayernem Monachium i Tottenhamem.
W swojej karierze Rocchi poprowadził również kilka meczów z udziałem polskich zespołów. Był sędzią głównym meczów reprezentacji Polski: Polska-Anglia w eliminacjach MŚ 2014 oraz Polska-Dania w eliminacjach MŚ 2018, a także meczu Legia Warszawa-Sporting CP w fazie grupowej Ligi Mistrzów 2016/17.

## Sędziowane mecze Pucharu Konfederacji 2017
| Mecz               | Data       | Miejsce                  | Runda        | Wynik | Żółta kartka | Czerwona kartka |
| ------------------ | ---------- | ------------------------ | ------------ | ----- | ------------ | --------------- |
| Rosja – Portugalia | 21.06.2017 | Otkrytije Ariena, Moskwa | Faza grupowa | 0:1   | 5            | 0               |
| Chile – Australia  | 25.06.2017 | Otkrytije Ariena, Moskwa | Faza grupowa | 1:1   | 6            | 0               |

## Sędziowane mecze Mistrzostw Świata 2018
| Mecz                   | Data       | Miejsce                          | Runda        | Wynik | Żółta kartka | Czerwona kartka |
| ---------------------- | ---------- | -------------------------------- | ------------ | ----- | ------------ | --------------- |
| Portugalia – Hiszpania | 15.06.2018 | Stadion Olimpijski, Soczi        | Faza grupowa | 3:3   | 2            | 0               |
| Japonia – Senegal      | 24.06.2018 | Stadion Centralny, Jekaterynburg | Faza grupowa | 2:2   | 5            | 0               |
| Brazylia – Meksyk      | 2.07.2018  | Samara Ariena, Samara            | 1/8 Finału   | 2:0   | 6            | 0               |